# 39 Draconis
39 Draconis (b Draconis) é uma estrela na direção da Draco. Possui uma ascensão reta de 18h 23m 54.65s e uma declinação de +58° 48′ 02.1″. Sua magnitude aparente é igual a 4.98. Considerando sua distância de 188 anos-luz em relação à Terra, sua magnitude absoluta é igual a 1.17. Pertence à classe espectral A3V.